# Charley Tooropbrug
De Charley Tooropbrug (brug 656) is een vaste brug in Amsterdam Nieuw-West.
De brug is gelegen in de Postjesweg en overspant een sloot die parallel loop met de Ringspoorbaan en metrolijn 50 aldaar. De Postjesweg gaat hier over in de Robert Fruinlaan. Aan de andere zijde van de Ringspoorlijn ligt eveneens een sloot maar deze kent geen overbrugging. Direct ten noordwesten van brug 656 ligt het metrostation Postjesweg. De brug is circa 30 meter breed. De brug dateert uit het eind van de jaren vijftig van de 20e eeuw.
De brug 656 ligt over een duiker en is als brug nauwelijks herkenbaar. De brugkanten bestaan uit verticaal keurig gestapelde donkerbruine bakstenen afgewerkt met een wit geschilderde beton- of cementlaag. Daarop zijn brugleuningen geplaatst. In de wanden is de wit betonnen rechtshoekige duiker uitgespaard met net boven de waterlijn witte stroken naar de oevers. 

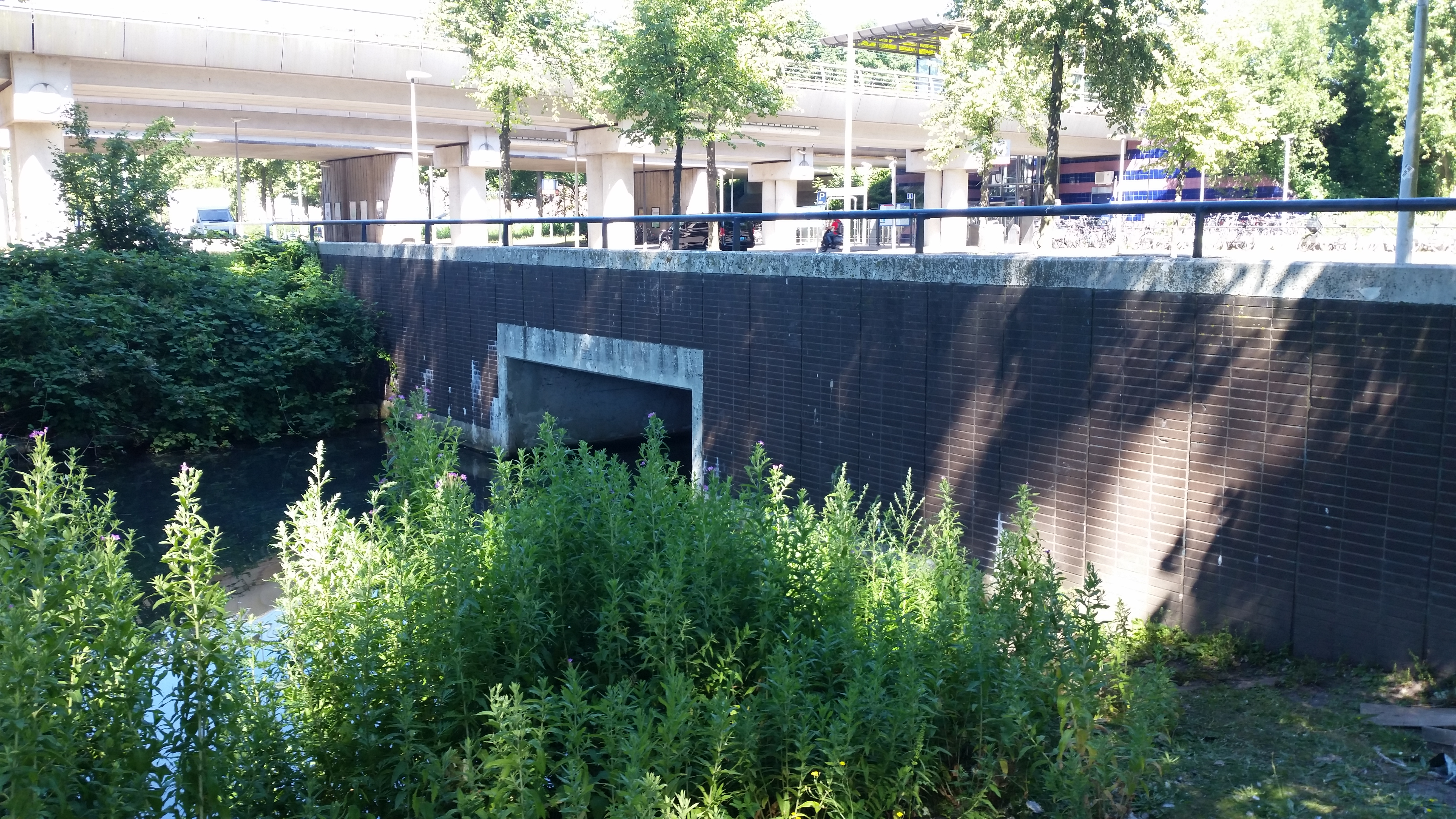
Brug 656 van de zijkant (juni 2018)

De brug ging vanaf de aanleg anoniem door het leven; ze was alleen bekend onder haar nummer. Sinds april 2016 nodigt de gemeente Amsterdam actief mensen uit om voorstellen aan te dragen voor dergelijke naamloze bruggen. Het voorstel om deze brug naar de kunstenaar Charley Toorop te vernoemen werd in november 2017 goedgekeurd, zodat de brug aldus in de Basisregistraties Adressen en Gebouwen wordt opgenomen. Als reden voor de vernoeming werd gegeven dat de Tooropstraat, vernoemd naar haar vader Jan Toorop, circa 75 meter oostwaarts van de brug ligt.
<<< · 600 · 601 · 602 · 603 · 604 · 605 · 606 · 607 · 608 · 609 · 610 · 611 · 612 · 613 · 614 · 615 · 616 · 617 · 618 · 619 · 620 · 621 · 622 · 623 · 624 · 626 · 627 · 628 · 629 · 630 · 631 · 632 · 633 · 634 · 635 · 636 · 637 · 638 · 639 · 643 · 651 · 652 · 653 · 655 · 656 · 657 · 658 · 659 · 660 · 661 · 662 · 663 · 664 · 665 · 666 · 667 · 668 · 669 · 670 · 671 · 673 · 674 · 675 · 676 · 677 · 678 · 679 · 681 · 682 · 683 · 684 · 685 · 687 · 688 · 689 · 690 · 691 · 692 · 695 · 696 · 699 · >>>
Verdwenen brugnummers: 625 (afgebroken brug Sam van Houtenstraat), 640, 644, 645, 646, 647, 648, 650, 672 (duiker Cornelis Lelylaan, Rembrandtpark), 694, 698.
Nooit gebouwd: 649, 680 (nooit gebouwde brug Sloterplas).
Brugnummers 641, 642, 654, 686, 693, 694 en 697 zijn onbekend.